# 48842 Alexmazzanti
48842 Alexmazzanti este o planetă minoră (asteroid), cu un diametru de 17,019 km, din centura de asteroizi. A fost descoperită pe 25 ianuarie 1998 la stazione osservativa di Asiago Cima Ekar⁠(d) de Maura Tombelli⁠(d). 
Obiectul prezintă o orbită caracterizată de o semiaxă mare de 3,1447839542651 UAi, o excentricitate de 0,080331879129335, o înclinație de 15,703229520899 ° în raport cu ecliptica.